# Bruno Attal
Pour les articles homonymes, voir Attal.
Bruno Attal, né le 7 avril 1977 à Garges-lès-Gonesse (Val-d'Oise), est un syndicaliste policier et militant politique français d'extrême droite.
Policier pendant 23 ans au sein de différents services, il est révoqué de la Police nationale en juillet 2023. Début mai 2022, il est désigné candidat par le parti d'extrême droite Reconquête pour les élections législatives dans la 14e circonscription du Rhône.

## Biographie

### Jeunesse, formation et début de carrière
Bruno Attal naît le 7 avril 1977 à Garges-lès-Gonesse, dans le Val-d'Oise, dans une famille d'origine israélienne,. Après un Brevet d'études professionnelles d'électro-technique, il entre dans la police nationale en tant qu'adjoint de sécurité puis obtient le concours de gardien de la paix en 1999, après deux tentatives infructueuses,,.
Au cours des années 2000, il abandonne un temps la profession de gardien de la paix pour se consacrer à des activités commerciales. Il fonde avec son frère un magazine, Equivok TV, destiné aux personnes LGBT et qui rassemble les programmes télévisés abordant l'homosexualité,. Parmi les chroniqueurs figurent notamment Jean-Luc Romero-Michel. Après la fermeture du magazine en 2010, il tente de lancer une application de rencontre en ligne gay, Nomytho, qui ne parvient pas à trouver son public, et connaît un « semi-flop » selon le site d'information suisse Watson. Au moment de La Manif pour tous, il est photographié aux côtés de Frigide Barjot, porte-parole du collectif.
Il déclare à StreetPress en mai 2022 : « J’ai voulu tenter d’autres choses parce que j’étais à bout et que je voulais changer d’air. Mais je suis revenu à la police au bout de deux ans parce que j’aimais trop ce métier ».

### Débuts en tant que syndicaliste policier et apparitions dans les médias
Le 6 mai 2021, il participe à l'émission Touche pas à mon poste !, à la suite du succès d'une vidéo où il aborde l'affaire Michel Zecler, du nom d'un producteur de musique passé à tabac par des policiers le 21 novembre 2020. Il s'y fait remarquer par sa défense « sans limite » des policiers, et ses interventions répétées dans l'émission contribuent à sa médiatisation et à son gain de notoriété,,.
Souhaitant se reconvertir dans le syndicalisme policier, il se tourne alors vers les principaux syndicats de la Police nationale qui « ont [...] refusé de travailler avec lui » selon Libération. Il intègre finalement le syndicat France Police - Policiers en colère, dirigé par Michel Thooris et ayant obtenu 3,12 % des voix aux élections professionnelles de 2022.
Il devient alors le secrétaire général adjoint du syndicat, qui signe une lettre ouverte demandant au président de la République de créer « un régime d'apartheid dans « les territoires perdus de la République » »,.

### Exclusion de la Police nationale
En juillet 2023, son syndicat France Police se félicite des actes du policier ayant tué Nahel Merzouk, saluant sur Twitter les « collègues qui ont ouvert le feu sur un jeune criminel de 17 ans » et ajoutant que « les seuls responsables de la mort de ce voyou sont ses parents, incapables d'éduquer leur fils ». Ces propos donnent lieu à un signalement sur la plateforme PHAROS, suivi d'une saisine du procureur de la République de Paris et de la suspension du compte Twitter de l'organisation. Sur son compte personnel, Bruno Attal déclare également qu'il « préfère voir une racaille morte qu'un policier mort », suscitant de nombreuses réactions,.
À la suite de cette polémique, le ministre de l'Intérieur Gérald Darmanin demande la dissolution du syndicat « France Police - Policiers en colère » et déclare que Bruno Attal a été exclu de la Police nationale par un conseil de discipline ayant eu lieu le 9 mars 2023. France Police nie alors être à l'origine des tweets incriminés et demande, par la voix de son secrétaire général Michel Thooris, au ministre de revenir sur sa procédure de dissolution.
Par la suite, Bruno Attal dépose un référé et réclame sa réintégration, qualifiant Gérald Darmanin de « menteur ». Il porte également plainte contre le ministre, qu'il accuse d'avoir « étalé sur la place publique » des informations personnelles le concernant. En août 2023, le tribunal administratif rejette son référé et confirme son exclusion de la Police nationale.
Europe 1 révèle le 18 juillet 2023 que le policier aurait cumulé un total de 2 568 jours d'absence, en arrêt maladie ou en formation, entre 1999 et 2021, ce qui correspond à 11 ans de travail, soit environ la moitié de sa carrière,.

### Entrée en politique
Ancien conseiller politique de Marine Le Pen, puis d'Éric Zemmour, il est approché en 2022 par le polémiste d'extrême droite et candidat à la présidentielle, qui souhaite aligner des candidats pour son parti Reconquête dans plusieurs circonscriptions. Selon StreetPress, les deux hommes se connaissaient depuis plusieurs années ; Bruno Attal aurait insisté pour être investi dans la quatorzième circonscription du Rhône, initialement face au militant de La France insoumise Taha Bouhafs. Il déclare notamment : « Je voulais une circonscription où le grand remplacement est un fait. C’est-à-dire où les Français ont été chassés. Je veux montrer comment les islamo-gauchistes ont fait partir les Français pour prendre le pouvoir municipal et ensuite le pouvoir législatif. ». Finalement, Bouhafs renonce à être candidat, et Idir Boumertit le remplace.
Le policier réalise un faible score, recueillant seulement 5,38 % des voix. À la suite de cet échec, il aurait quitté les rangs du parti d'Éric Zemmour.

### Divers
Bruno Attal est également gérant d'un bar à Paris, dans le 5e arrondissement, Ces Années-là. L'établissement est un bar karaoké passant surtout des tubes du XXe siècle.

## Affaires judiciaires
Il est visé par plusieurs enquêtes de l'Inspection générale de la Police nationale (IGPN), notamment pour manquement au devoir de réserve pour son engagement contre le pass sanitaire et contre le port du masque dans le cadre de la pandémie de Covid-19 ainsi que pour ses vidéos contre « les islamogauchistes »,. Plusieurs signalements pour des propos « diffamatoires ou inappropriés » ont également déposés à son encontre auprès de l'IGPN.
En 2021, une enquête administrative est également ouverte après qu'il a publié une vidéo de garde à vue. En 2022, il est contraint par la justice de donner la source d'une vidéo captée illégalement.
En août 2023, il publie une vidéo datant de 2020 dans laquelle une policière fait part de son désespoir quelques jours avant de se suicider. La sœur de la policière porte plainte contre Bruno Attal et Cédric Vladimir, tandis qu'un autre policier est révoqué.
En février 2025, il est condamné pour injure publique après une publication d'août 2022, assimilant La France insoumise à l'antisémitisme. Il doit verser 800 € de dommages-intérêts, 500 € d'amende et 1 000 € de frais de procédure au parti politique.